# Campeonato Nacional Universitario de Natación

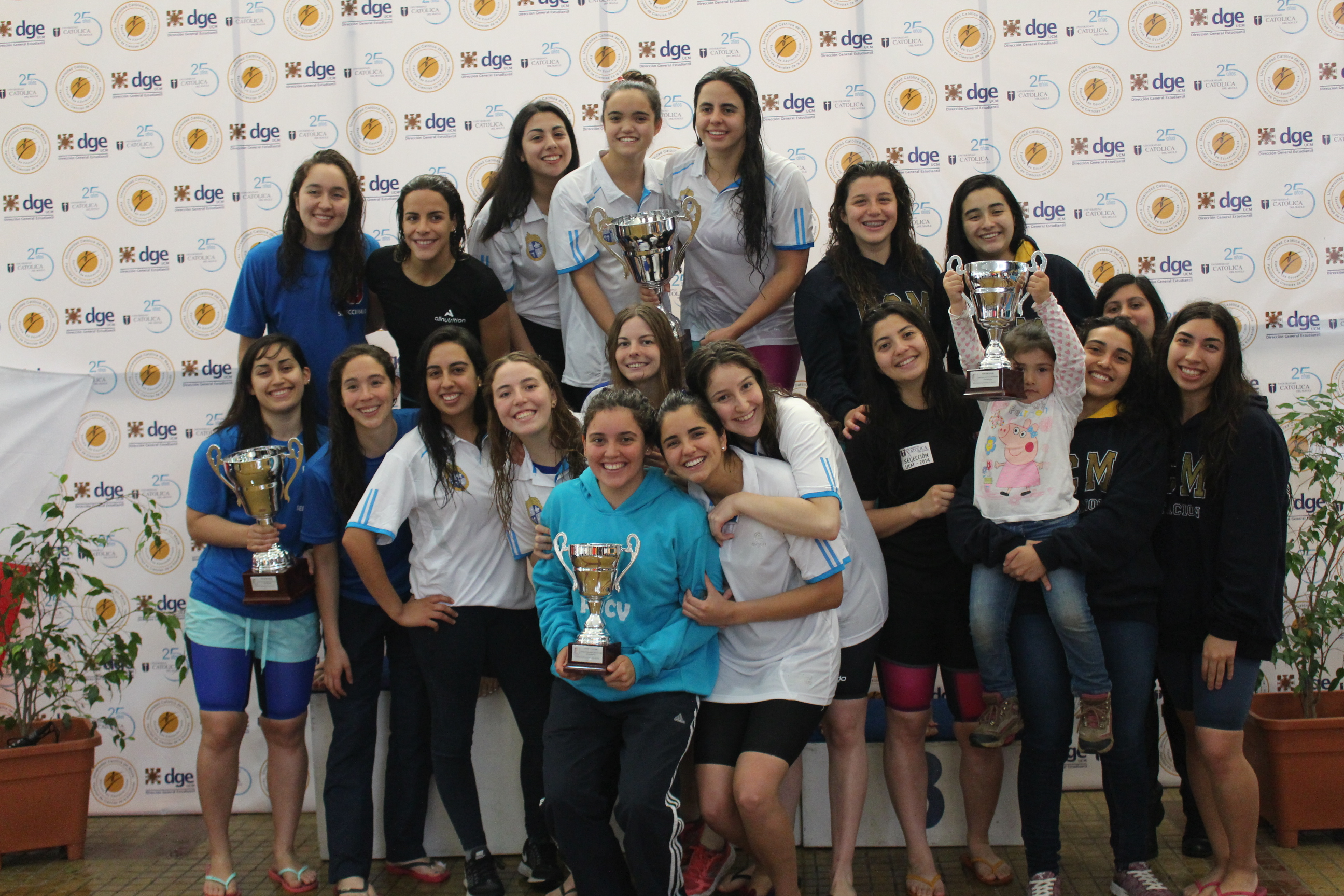
Premiación Final CNU 2016 organizado por la UCM, Talca

Campeonato Nacional Universitario de Natación es la máxima competición universitaria del Natación en Chile. Es organizado cada año  por la Federación Nacional Universitaria de Deportes (FENAUDE). 
La natación es uno de los deportes más populares en el país gracias a grandes exponentes como Kristel Köbrich, Giancarlo Zolezzi y Oliver Elliot, actualmente hay más de mil nadadores federados y centenar de universitarios. 
La Pontificia Universidad Católica de Chile ha sido el claro dominador tanto en la categoría femenina como en la masculina acumula un total de 17 títulos nacionales universitarios en las dos categorías. 
Su sede se postula a principio de temporada y se define por votación en las asambleas anuales, la Ciudad de Santiago de Chile es que la que más veces ha recibido el certamen nacionales gracias a la organización de las distintas universidades de la región, entre ellas están Universidad de Chile,  Pontificia Universidad Católica de Chile, Universidad Católica del Maule y Universidad Católica del Maule. 
Debido a las Protestas en Chile de 2019-2020 , también llamado «Estallido social en Chile», 
los campeonatos nacionales no se pudieron realizar ya que estaba previsto en Santiago de Chile por lo tanto se canceló la edición del torneo. 

## Reglamento

### Inscripciones
- 1.- Cada institución podrá inscribir un máximo de dos nadadores por prueba.
- 2.- Cada nadador podrá competir en un máximo de dos pruebas por etapa, más los relevos. Cada

nadador podrá competir en un máximo de 4 pruebas más los relevos en todo el campeonato.
- 3.- Cada Universidad podrá presentar un solo equipo de relevos. Los relevos deben estar inscritos

en la nómina enviada por las universidades y se ratificara, 30 minutos antes del inicio de cada
jornada.
- 4.- Las inscripciones por prueba debes presentarse con una anticipación de una semana antes de

comenzar el torneo, indicando el tiempo de presentación individual. En el congresillo solo se
pueden realizar retiros.
- 5.- El torneo se desarrollará bajo la modalidad de series contra el tiempo.

### Programa de pruebas
| Primera Etapa - 1- 400 Libre Damas - 2- 400 Libre Varones - 3- 50 Pecho Damas - 4- 50 Pecho Varones - 5- 200 Mariposa Damas - 6 -200 Mariposa Varones - 7- 50 Libre Damas - 8- 50 libre Varones - 9- 100 Espalda Damas - 10 -100 Espalda Varones - 11- 4x50 Combinado Damas - 12 -4x50 Combinado Varones | Segunda Etapa - 13- 200 CI Damas - 14- 200 CI Varones - 15- 100 Libre Damas - 16- 100 Libre Varones - 17- 200 Espalda Damas - 18- 200 Espalda Varones - 19- 50 Mariposa Damas - 20- 50 Mariposa Varones - 21- 100 Pecho Damas - 22 -100 Pecho Varones - 23- 4 x 100 Libre Damas - 24 -4 x 100 Libre Varones | Tercera Etapa - 25- 400 CI Damas - 26- 400 CI Varones - 27- 50 Espalda Damas - 28- 50 Espalda Varones - 29- 100 Mariposa Damas - 30 -100 Mariposa Varones - 31- 200 Pecho Libre Damas - 32- 200 Pecho Varones - 33- 200 Libre Damas - 34 -200 Libre Varones - 35- 4x50 Libre Damas - 36 -4x50 Libre Varones |

## Palmarés

### Femenino
| Año  | Sede                         | Organizador                                   | Oro                                      | Plata                                    | Bronce                                        |  |
| ---- | ---------------------------- | --------------------------------------------- | ---------------------------------------- | ---------------------------------------- | --------------------------------------------- |  |
| 2002 | Valparaíso · ( Chile)        | Pontificia Universidad Católica de Valparaíso | Universidad de Chile                     |                                          |                                               |  |
| 2003 | Talca · ( Chile)             | Universidad Católica del Maule                | Universidad de Chile                     |                                          |                                               |  |
| 2004 | Santiago de Chile · ( Chile) | Universidad de Chile                          | Universidad de Chile                     |                                          |                                               |  |
| 2005 | Santiago de Chile · ( Chile) | Pontificia Universidad Católica de Chile      | Pontificia Universidad Católica de Chile |                                          |                                               |  |
| 2006 | Santiago de Chile · ( Chile) | Pontificia Universidad Católica de Chile      | Pontificia Universidad Católica de Chile |                                          |                                               |  |
| 2007 | Santiago de Chile · ( Chile) | Universidad de Chile                          | Universidad de Chile                     |                                          |                                               |  |
| 2008 | Antofagasta · ( Chile)       | Universidad Católica del Norte                | Universidad de Chile                     |                                          |                                               |  |
| 2009 | Talca · ( Chile)             | Universidad Católica del Maule                | Pontificia Universidad Católica de Chile |                                          |                                               |  |
| 2010 | Valparaíso · ( Chile)        | Universidad Técnica Federico Santa María      | Universidad de Concepción                |                                          |                                               |  |
| 2011 | No se realizó                |                                               |                                          |                                          |                                               |  |
| 2012 | Santiago de Chile · ( Chile) | Pontificia Universidad Católica de Chile      | Pontificia Universidad Católica de Chile |                                          |                                               |  |
| 2013 | Talca · ( Chile)             | Universidad Católica del Maule                | Pontificia Universidad Católica de Chile |                                          |                                               |  |
| 2014 | Valparaíso · ( Chile)        | Universidad Técnica Federico Santa María      | Universidad de Chile                     | Pontificia Universidad Católica de Chile | Pontificia Universidad Católica de Valparaíso |  |
| 2015 |                              |                                               |                                          |                                          |                                               |  |
| 2016 | Talca · ( Chile)             | Universidad Católica del Maule                | Pontificia Universidad Católica de Chile | Universidad de Chile                     | Universidad Católica del Maule                |  |
| 2017 | Santiago de Chile · ( Chile) | Pontificia Universidad Católica de Chile      | Pontificia Universidad Católica de Chile | Universidad de Chile                     | Pontificia Universidad Católica de Valparaíso |  |
| 2018 | Santiago de Chile · ( Chile) | Universidad de Chile                          | Pontificia Universidad Católica de Chile | Universidad de Chile                     | Pontificia Universidad Católica de Valparaíso |  |
| 2019 | Santiago de Chile · ( Chile) | Pontificia Universidad Católica de Chile      | No se realizó                            |                                          |                                               |  |

### Masculino
| Año  | Sede                         | Organizador                                   | Oro                                      | Plata                                    | Bronce                           |  |
| ---- | ---------------------------- | --------------------------------------------- | ---------------------------------------- | ---------------------------------------- | -------------------------------- |  |
| 2002 | Valparaíso · ( Chile)        | Pontificia Universidad Católica de Valparaíso | Universidad de Chile                     |                                          |                                  |  |
| 2003 | Talca · ( Chile)             | Universidad Católica del Maule                | Universidad de Chile                     |                                          |                                  |  |
| 2004 | Talca · ( Chile)             | Universidad Católica del Maule                | Universidad de Chile                     |                                          |                                  |  |
| 2005 | Santiago de Chile · ( Chile) | Universidad de Chile                          | Pontificia Universidad Católica de Chile |                                          |                                  |  |
| 2006 | Santiago de Chile · ( Chile) | Pontificia Universidad Católica de Chile      | Pontificia Universidad Católica de Chile |                                          |                                  |  |
| 2007 | Santiago de Chile · ( Chile) | Universidad de Chile                          | Pontificia Universidad Católica de Chile |                                          |                                  |  |
| 2008 | Antofagasta · ( Chile)       | Universidad Católica del Norte                | Pontificia Universidad Católica de Chile |                                          |                                  |  |
| 2009 | Talca · ( Chile)             | Universidad Católica del Maule                | Universidad Católica del Maule           |                                          |                                  |  |
| 2010 | Valparaíso · ( Chile)        | Universidad Técnica Federico Santa María      | Pontificia Universidad Católica de Chile |                                          |                                  |  |
| 2011 | No se realizó                |                                               |                                          |                                          |                                  |  |
| 2012 | Santiago de Chile · ( Chile) | Pontificia Universidad Católica de Chile      | Pontificia Universidad Católica de Chile |                                          |                                  |  |
| 2013 | Talca · ( Chile)             | Universidad Católica del Maule                | Pontificia Universidad Católica de Chile |                                          |                                  |  |
| 2014 | Valparaíso · ( Chile)        | Universidad Técnica Federico Santa María      | Pontificia Universidad Católica de Chile | Universidad de Chile                     | Universidad Católica del Maule   |  |
| 2015 |                              |                                               |                                          |                                          |                                  |  |
| 2016 | Talca · ( Chile)             | Universidad Católica del Maule                | Pontificia Universidad Católica de Chile | Universidad de Chile                     | Universidad de Santiago de Chile |  |
| 2017 | Santiago de Chile · ( Chile) | Pontificia Universidad Católica de Chile      | Universidad de Chile                     | Pontificia Universidad Católica de Chile | Universidad Católica del Maule   |  |
| 2018 | Santiago de Chile · ( Chile) | Universidad de Chile                          | Universidad de Chile                     | Pontificia Universidad Católica de Chile | Universidad Católica del Maule   |  |
| 2019 | Santiago de Chile · ( Chile) | Pontificia Universidad Católica de Chile      | No se realizó                            |                                          |                                  |  |

### Medallero histórico

#### Femenino
- Actualizado hasta año 2019.

| Núm. | País                                     | Oro | Plata | Bronce | Total |
| ---- | ---------------------------------------- | --- | ----- | ------ | ----- |
| 1    | Pontificia Universidad Católica de Chile | 8   | -     | -      | 8     |
| 2    | Universidad de Chile                     | 6   | -     | -      | 6     |
| 3    | Universidad de Concepción                | 1   | -     | -      | 1     |
|      | TOTAL                                    | 15  | -     | -      | 15    |

#### Masculino
- Actualizado hasta año 2019.

| Núm. | País                                     | Oro | Plata | Bronce | Total |
| ---- | ---------------------------------------- | --- | ----- | ------ | ----- |
| 1    | Pontificia Universidad Católica de Chile | 9   | -     | -      | 9     |
| 2    | Universidad de Chile                     | 5   | -     | -      | 5     |
| 3    | Universidad Católica del Maule           | 1   | -     | -      | 1     |
|      | TOTAL                                    | 15  | -     | -      | 15    |